# Bernadette Lisibach
Bernadette Lisibach (* 24. Juni 1974 in Hellbühl, Neuenkirch LU) ist eine Schweizer Spitzenköchin. 2019 erhielt sie ihren ersten Michelin-Stern. 2020 wurde ihre Küche mit 17 Gault-Millau-Punkten ausgezeichnet. Gault & Millau zählt Bernadette Lisibach zu den besten Chefinnen der Schweiz.

## Leben & Ausbildung
Bernadette Lisibach wuchs gemeinsam mit ihren fünf Geschwistern auf dem elterlichen Bauernhof in Hellbühl auf. Die Kochlehre absolvierte sie in der Küche der Klinik St. Anna in Luzern.

## Berufliche Laufbahn
Nach der Ausbildung arbeitete Lisibach unter anderem im Hotel Montana in Luzern und im Grand Hotel Victoria-Jungfrau in Interlaken. Danach war sie rund 12 Jahre als Sous-chef im Restaurant Chesa Piran im Bündnerischen La Punt als rechte Hand von Daniel Bumann tätig, der damals mit 18 Gault-Millau-Punkten und zwei Michelin-Sternen ausgezeichnet war. Anschliessend übernahm Lisibach die kulinarische Leitung des Restaurant "The K" im Kulm Hotel St. Moritz.
Im November 2011 übernahm Bernadette Lisibach das Restaurant Neue Blumenau in Lömmenschwil SG, sowohl als Küchenchefin als auch als Pächterin. Sie ist die Nachfolgerin von Nenad Mlinarevic.

## Auszeichnungen
- 2020 Kulinarische Meriten Schweiz[8][9]
- 2020 Köchin des Monats und 17 Punkte im Gault & Millau[10]
- 2019 Ein Stern im Guide Michelin[11]
- 2015 Gewinnerin des Gastrosterns 2015 an der Nacht der Gastronomen[12]
- 2014 Gault Millau wählt Lisibach zur Köchin des Jahres 2015 und bewertet sie mit 16 Punkten[13]
- 2013 Beitritt zu «Les grandes Tables de Suisse»